# Maleïnehydrazide
Maleïnehydrazide is een organische verbinding die in de landbouw gebruikt wordt als plantengroeiregelaar, m.n. voor het verhinderen van vroegtijdige vorming van scheuten bij gerooide aardappelen, uien e.d. en van zijscheuten op tabaksplanten. De stof wordt vooral gebruikt in de vorm van het natrium- of kaliumzout.

## Vorming
De vorming van maleïnehydrazide uit maleïnezuuranhydride en hydrazinehydraat werd voor het eerst beschreven in 1895 door M.A. Foersterling en Th. Curtius.
Dat de stof als groeiregelaar werkt, werd in 1949 ontdekt door onderzoekers van de United States Rubber Company (later Uniroyal). Het specifiek gebruik om scheutvorming bij gerooide aardappelen of uien en bij tabaksplanten te verhinderen werd evenwel nadien ontdekt door onderzoekers die niet verbonden waren aan U.S. Rubber/Uniroyal.
In 1951 verkreeg United States Rubber een octrooi voor de productie van maleïnehydrazide door de reactie van maleïnezuur of maleïnezuuranhydride met zouten van hydrazine met sterke anorganische zuren, bijvoorbeeld hydrazinesulfaat of dihydrazinesulfaat.

## Toepassingen
Maleïnehydrazide (MH) is een systemische groeiregelaar. Het remt de celdeling in de planten zonder hen te beschadigen.
MH wordt op aardappelplanten gespoten vóór de oogst van de aardappelen. Het wordt opgenomen door de bladeren en naar de knollen getransloceerd. Het beïnvloedt de kwaliteit van de aardappelen niet maar verhindert het vroegtijdig spruiten van de gerooide aardappelen. MH zou de kwaliteit en de voedingswaarde van bewaaraardappelen zelfs gunstig beïnvloeden; ze zouden onder meer minder suiker accumuleren.
Bij uien, knoflook of sjalot is de toepassing gelijkaardig: MH wordt op de planten gespoten wanneer de knollen volwassen zijn, enkele weken vóór ze gerooid worden.
Op tabaksplanten verhindert MH de vorming van zijscheuten.
MH wordt ook gebruikt om de groei te vertragen van gras, dat niet voor dieren bestemd is.

## Regelgeving
De Europese Unie heeft in het kader van de regelgeving voor gewasbeschermingsmiddelen, maleïnehydrazide geëvalueerd en opgenomen in de lijst van middelen die toegelaten kunnen worden. De toelating van de stof werd vernieuwd in 2017; de termijn van goedkeuring is verlengd tot 2032.
In België zijn twee producten met maleïnehydrazide erkend, "Itcan SL 270" van Kreglinger Europe en "Fazor 60 SG" van Uniroyal Chemical.

## Toxicologie en veiligheid
Maleïnehydrazide is geen acuut toxische stof. Ze is irriterend voor ogen en huid.
De aanvaardbare dagelijkse inname (ADI) is 0,25 mg/kg lichaamsgewicht.